# 新舞子站
新舞子站（日语：／ Shinmaiko eki */?）是位於愛知縣知多市新舞子字大瀨，名古屋鐵道（名鐵）的常滑線車站。車站編號為TA16。車站名和地名的由來，是當於此站附近為廣寬的防砂林和岸灘一帶，與兵庫縣神戶市垂水區的舞子附近的風景相似而命名。

## 歷史
- 1912年（明治45年）2月18日 -愛知電氣鐵道（日语：愛知電気鉄道）傳馬町站至大野站（現時為大野町站）之間開通，同時啟用。
- 1935年（昭和10年）8月1日 - 愛知電氣鐵道與名岐鐵道合併，成為名古屋鐵道。
- 1962年（昭和37年）7月1日 - 車站大樓重建[2]。
- 2005年（平成17年）1月29日 - 成為所有特急班次的停車站[3]。
- 2010年（平成22年）
  - 3月31日 - 西閘口開始使用。
  - 7月16日 - 新東崔口車站大站開始使用。
- 2011年（平成23年）2月11日 - 車站可以使用「manaca」IC卡。
- 2012年（平成24年）2月29日 - 車站不可使用交通儲值卡「Trans Pass（日语：トランパス (交通プリペイドカード)）」。

## 車站構造
車站為地面車站，設有2面2線的相對式月台。為整日有人車站。在2010年7月16日設有新車站大樓。此外，隨著車站北邊的平交道中行人通道擴寬，使月台北邊需要削走，而把月台南邊輕微延長。最後使月台可容納6卡車廂，8卡編成的列車中，後尾2卡車廂的車門不會打開（選擇性車門操作）。
| 月台 | 路線   | 上下行 | 方向                   |
| ---- | ------ | ------ | ---------------------- |
| 1    | 常滑線 | 下行   | 中部國際機場方向       |
| 2    | 常滑線 | 上行   | 太田川、名鐵名古屋方向 |

- 東閘口是有人閘口，西閘口是無人閘口，在2010年3月開始使用。兩閘口之間設有行人隧道連接。兩入口設有站前迴旋路，在閘口側設有單車停泊場。在西閘口側設有停車場。
- 在兩出入口均設有觸摸屏式自動售票機，可購買μ-Ticket。
- 在西閘側站內（2號月台）設沒有自動補票機和IC卡增值機，因此如需使用這些機器，需前往東閘口的補票處辨理。

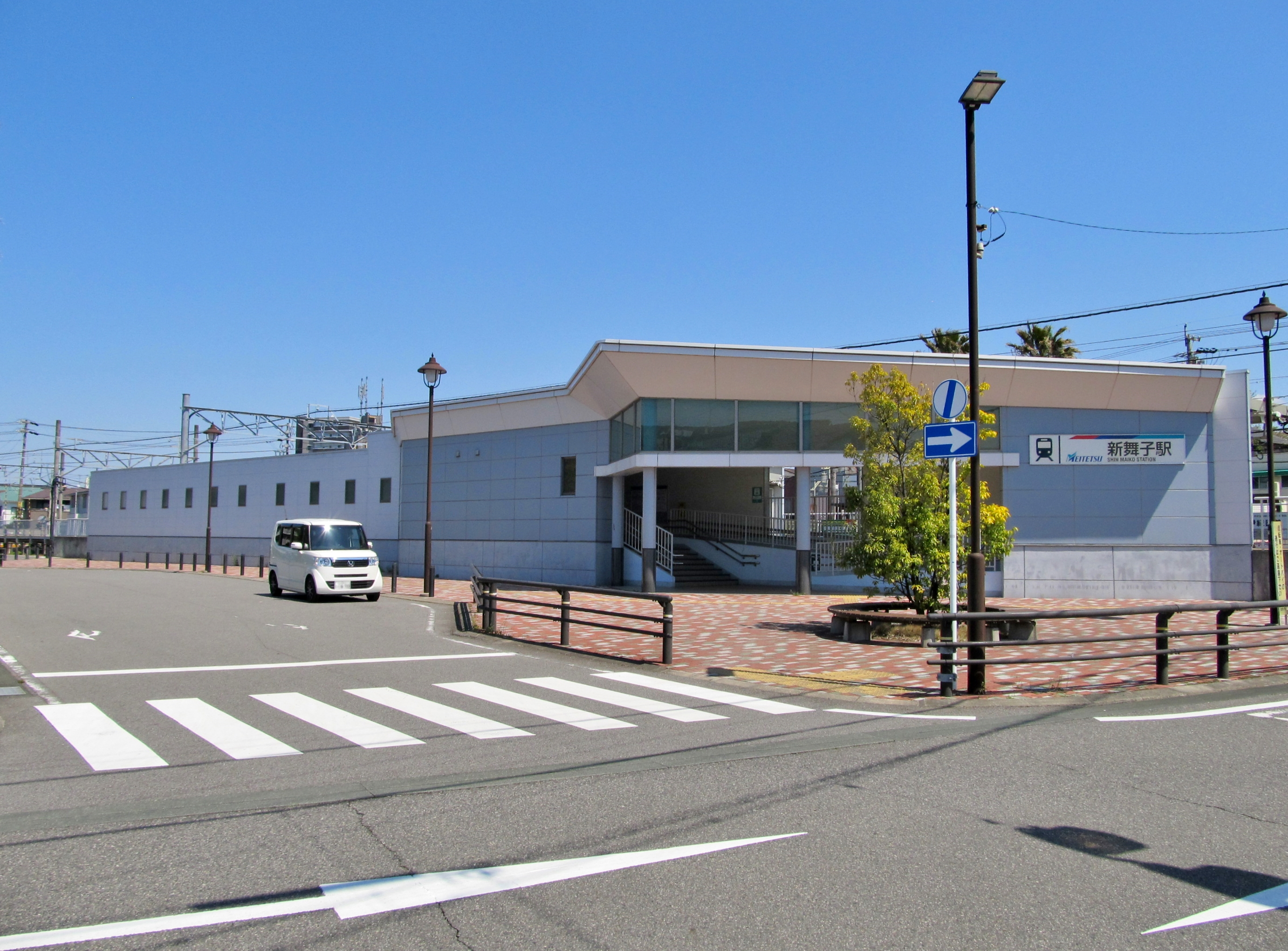
西口（2023年4月）
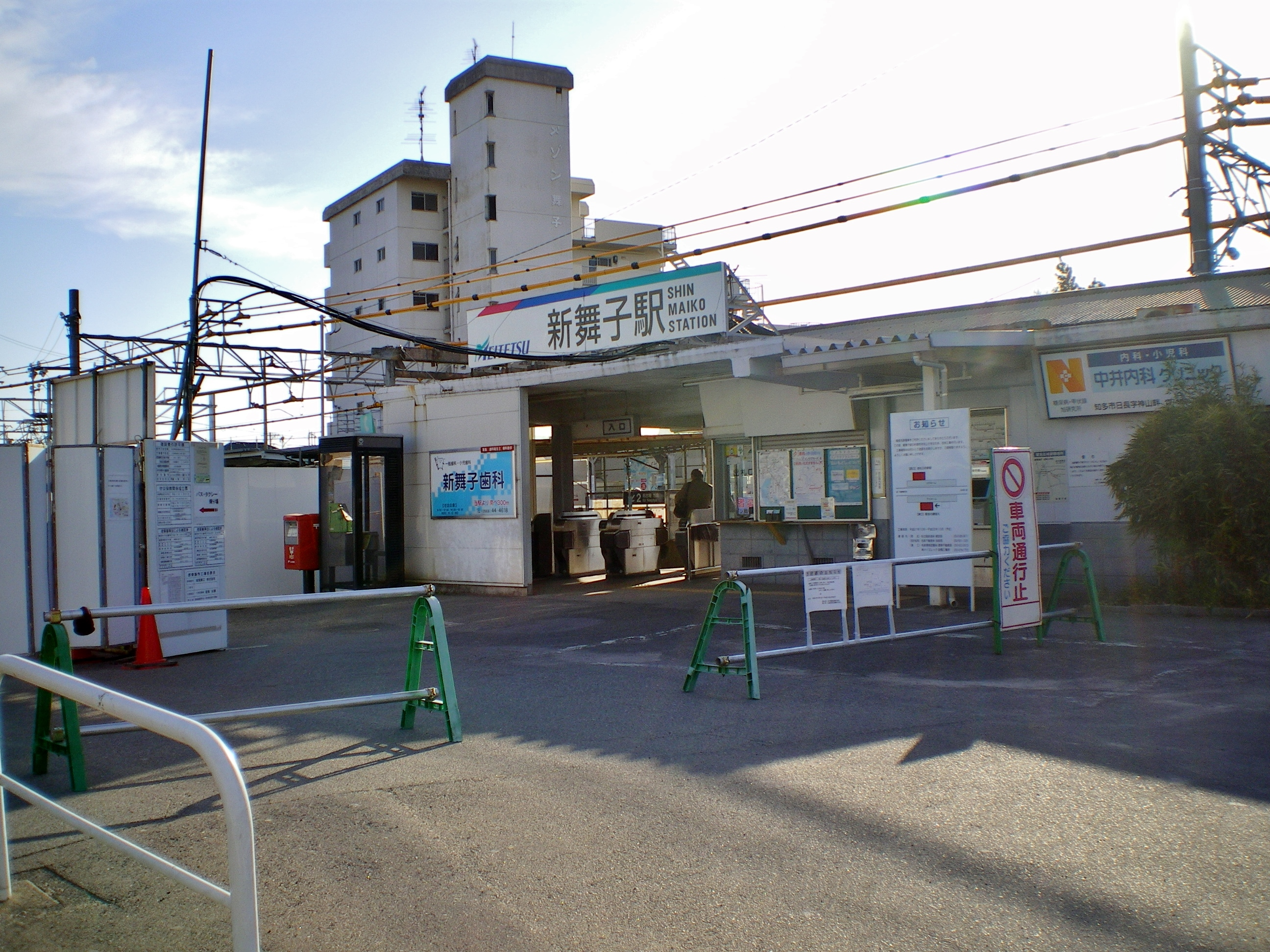
舊車站大樓

### 配線圖
| ← 太田川、 名古屋方向 | 新舞子站 站內配線略圖 | → 常滑、 中部國際機場方向 |
| 图例 参考文献：       |                       |                           |

## 使用狀況
- 在中提及在2013年度，當時1日平均上下車人次為5,571人，在名鐵所有車站（275站）排名第74，常滑線、機場線、築港線（26站）中排名第8[6]。
- 在中提及在1992年度，當時1日平均上下車人次為4,961人，除岐阜市內線均一車費區間內各站（岐阜市內線、田神線、美濃町線徹明町站至琴塚站之間）外名鐵所有車站（342站）中排名第93，常滑線、築港線（24站）中排名第14[7]。
- 根據知多市統計資料中，以下為近年1日平均上下車人次的列表：[8]：

| 年度               | 1日平均 上下車人次 |
| ------------------ | ------------------ |
| 2008年（平成20年） | 5,131              |
| 2009年（平成21年） | 5,019              |
| 2010年（平成22年） | 5,051              |
| 2011年（平成23年） | 5,165              |
| 2012年（平成24年） | 5,288              |
| 2013年（平成25年） | 5,571              |
| 2014年（平成26年） | 5,619              |
| 2015年（平成27年） | 6,053              |
| 2016年（平成28年） | 6,109              |
| 2017年（平成29年） | 6,080              |
| 2018年（平成30年） | 6,109              |

## 車站周邊
- 新舞子海洋公園（日语：新舞子マリンパーク）（步行5分鐘，注意在強風的日子可能有所影響）
- 知多新舞子郵局
- 知多信用金庫（日语：知多信用金庫）
- Yamanaka（日语：ヤマナカ） Arute新舞子店
- 海濱花園海陽館
- 國道155號（日语：国道155号）（西知多產業道路（日语：西知多産業道路））
- 知多消防署 旭出張所
- 新舞子保育園

### 巴士路線
- 知多乘合（日语：知多乗合）「新舞子站前」巴士站：在月台上可看見巴士站，位於東出入口外的右邊迴旋路
新舞子站前～日長團地（上午6時～下午7時運行）
- 知多市社區交通「愛愛巴士（日语：あいあいバス (愛知県)）」（南部路線）

## 相鄰車站
名古屋鐵道
  常滑線
□μ-SKY（從中部國際機場站於9時後出發的上行列車和所有下行列車）
通過
□μ-SKY（從中部國際機場站於9時前出發的上行列車）、■特急、□快速急行
朝倉（TA12）－新舞子（TA16）－常滑（TA22）
■急行、■準急
古見（TA13）－新舞子（TA16）－大野町（TA17）
■普通
日長（TA15）－新舞子（TA16）－大野町（TA17）

## 注腳

## 外部連結
- 新舞子 - 名古屋鐵道
- 昭和時代（戰後）的新舞子站1『デジタル写真館-知多の記憶』 （页面存档备份，存于）（知多市歴史民俗博物館）（日語）
- 昭和時代（戰後）的新舞子站2『デジタル写真館-知多の記憶』 （页面存档备份，存于）（知多市歴史民俗博物館）（日語）
- 昭和時代（戰後）的新舞子站3『デジタル写真館-知多の記憶』 （页面存档备份，存于）（知多市歴史民俗博物館）（日語）